# Le Chien de la lune
Le Chien de la lune (titre original :: Dog Star) est une nouvelle de science-fiction écrite par l'écrivain britannique Arthur C. Clarke et parue en 1962, racontant une histoire sur un astronome et sa chienne, Laika. La nouvelle a également été publiée en anglais sous le titre Moondog et a été traduite également sous le titre Le Chien de lune.

## Résumé
Un astronome sur une base lunaire se réveille d'un rêve dans lequel sa chienne, Laika, aboie. Tout ce que nous savons à ce stade, c'est que le narrateur ressent un sentiment de peur suffisant pour le tenir éveillé. Et il mentionne ensuite que s'il s'était rendormi, il serait mort. 
Il se souvient rapidement par un flashback du moment où il a trouvé Laika sur le bord de la route il y a des années, et comment son attachement pour elle a grandi après qu'elle l'a alerté d'un tremblement de terre, ce qui lui sauva la vie. Lorsqu'il fut temps pour lui de quitter la Terre et de poursuivre ses études sur la Lune, il confia Laika à un de ses collègues, le Dr Anderson. 
Il sort du flash-back juste à temps pour donner l'alerte concernant une secousse lunaire. Comme il a rapidement réagi à cette secousse, il arrive à sauver une grande partie de l'équipage, malgré la mort de deux membres. Il se souvient de sa chienne morte, réalisant que Laika n'aurait pas pu le sauver, car ils étaient séparés depuis 5 ans (il est parti sur la Lune et elle est restée sur Terre) et une barrière qu'aucun homme, ni chien ne pourrait jamais franchir (sa mort).
L'alerte lui a été donnée par son subconscient qui ne dormait jamais, sentant les tremblements, qui savait comment le réveiller : en le faisant rêver aux aboiements de Laïka comme elle l'avait fait lors du tremblement de terre précédent. On termine ainsi sur l'idée du lien surnaturel entre le narrateur et Laika.